# Tunnuna
Tunnuna (łac. Diocesis Tunnunensis) – stolica historycznej diecezji w Cesarstwie rzymskim w prowincji Afryka Prokonsularna, sufragania metropolii Kartagina. Współcześnie w Tunezji. Obecnie katolickie biskupstwo tytularne.

## Biskupi tytularni
| Lp. | Biskup                  | Funkcja                                                       | Od                   | Do                |
| --- | ----------------------- | ------------------------------------------------------------- | -------------------- | ----------------- |
| 1   | George John Rehring     | emerytowany biskup Toledo (USA)                               | 25 lutego 1967       | 31 grudnia 1970   |
| 2   | Urbano José Allgayer    | biskup pomocniczy Porto Alegre (Brazylia)                     | 5 lutego 1974        | 4 lutego 1982     |
| 3   | Osvaldo Giuntini        | biskup pomocniczy Marília (Brazylia)                          | 25 czerwca 1982      | 30 kwietnia 1987  |
| 4   | Narbal da Costa Stencel | biskup pomocniczy Rio de Janeiro (Brazylia)                   | 30 października 1987 | 31 stycznia 2003  |
| 5   | Edney Gouvêa Mattoso    | biskup pomocniczy Rio de Janeiro (Brazylia)                   | 12 stycznia 2005     | 20 stycznia 2010  |
| 6   | Jan Liesen              | biskup pomocniczy ’s-Hertogenbosch (Holandia)                 | 15 lipca 2010        | 26 listopada 2011 |
| 7   | Stephen Robson          | biskup pomocniczy Saint Andrews i Edynburga (Wielka Brytania) | 8 maja 2012          | 11 grudnia 2013   |
| 8   | Matthäus Karrer         | biskup pomocniczy Rottenburga-Stuttgartu (Niemcy)             | 2 marca 2017         |                   |